# Walter A. Goffart
Walter André Goffart (* 22. Februar 1934 in Berlin; † 14. Februar 2025 in New Haven) war ein US-amerikanischer Mediävist und Hochschullehrer, der zuletzt Geschichte an der Yale University lehrte.
Er galt als einer der einflussreichsten Historiker auf dem Gebiet der Umbruchszeit vom Ende der Antike zum Frühmittelalter.

## Leben und Werk
Walter A. Goffart, dessen Vater im belgischen diplomatischen Dienst tätig war, verbrachte seine Kindheit in Belgrad. Bei Ausbruch des Zweiten Weltkriegs wurden er und seine Mutter zunächst vom Vater getrennt und mussten über die Türkei, Palästina und Ägypten schließlich in die USA fliehen. Walter Goffart studierte an der Harvard University Geschichte und promovierte 1961. Bereits seit 1960 lehrte er an der University of Toronto. 2000 wechselte er nach Yale.
Goffarts Spezialgebiet war das Frühmittelalter einschließlich der Übergangszeit der Spätantike. Er hat sich unter anderem intensiv mit der Ansiedlung der Germanen auf dem Boden des Römischen Reiches und mit ihrer folgenden Integration beschäftigt. Dabei vertrat Goffart einige provokante, vieldiskutierte Thesen, etwa dass den Goten bei ihrer Ansiedlung in Aquitanien (418/19) nicht ein Drittel des Landes, sondern ein Drittel der Steuern abgetreten wurde. Des Weiteren war Goffart der Meinung, dass die darauffolgende Entwicklung, die schließlich zur Etablierung von germanischen Reichen auf dem Boden des weströmischen Reiches führte, teils weit weniger dramatisch ablief als oft dargestellt (Barbarians and Romans. The techniques of accomodation, 1980). Gleichzeitig machte er auch auf die Komplexität der Zeitumstände aufmerksam, die schließlich zum Untergang des Römischen Reiches führten.
Goffart befasste sich außerdem kritisch und einflussreich mit der frühmittelalterlichen Historiographie, etwa mit Jordanes, Fredegar, Paulus Diaconus und Gregor von Tours. Sein wichtigstes Werk auf diesem Gebiet ist The Narrators of Barbarian History (1988), wofür er unter anderem mit der Haskins Medal der Medieval Academy of America (1991) ausgezeichnet wurde.
Er war verheiratet mit der Sprachwissenschaftlerin und Mediävistin Roberta Frank.

## Schriften (Auswahl)
- Caput and Colonate. Towards a History of Late Roman Taxation (= Phoenix Supplementary Volumes 12, ISSN 0079-1784). University of Toronto Press, Toronto u. a. 1974.
- Barbarians and Romans, A.D. 418–584. The Techniques of Accommodation. Princeton University Press, Princeton NJ 1980, ISBN 0-691-05303-0.
- The Narrators of Barbarian History (A.D. 550–800). Jordanes, Gregory of Tours, Bede, and Paul the Deacon. Princeton University Press, Princeton NJ 1988, ISBN 0-691-05514-9.
- Rome’s Fall and After. Hambledon Press, London u. a. 1989, ISBN 1-85285-001-9.
- Barbarian Tides. The Migration Age and the Later Roman Empire. University of Pennsylvania Press, Philadelphia PA 2006, ISBN 0-8122-3939-3.
- Barbarians, Maps, and Historiography. Studies on the Early Medieval West (= Variorum Collected Studies Series. Bd. 916). Ashgate, Farnham u. a. 2009, ISBN 978-0-7546-5984-6.